# Zánětlivá rakovina prsu
Zánětlivá rakovina prsu (anglicky „Inflammatory breast cancer“ – IBC) je jednou z nejagresivnějších forem rakoviny prsu. Může se vyskytnout v každém věku (a velmi zřídka u mužů). Za “zánětlivou” se označuje kvůli častým projevům se symptomy obdobnými zánětu kůže (jako je erysipel).
Zánětlivá rakovina prsu má různé příznaky a symptomy, často bez detekovatelných bulek nebo nádorů; proto není často detekována mamografií ani ultrazvukem. Typickým projevem je rychle nastupující otok prsu, někdy spojený se změnami kůže (tzv. pomerančová kůže) a také vtažení bradavky. Mezi další příznaky patří zarudnutí, přetrvávající svědění a neobvykle teplá kůže. IBC se často zpočátku podobá mastitidě. Typické projevy má přibližně 50 % až 75 % případů; atypické projevy ztěžují diagnostiku.
Zánětlivá rakovina prsu představuje pouze malý podíl případů rakoviny prsu (v USA 1 % až 6 %). Dle dat z USA je Afroameričankám obvykle IBC diagnostikována v mladším věku než bělošským ženám ženy a jsou touto chorobou obecně ohroženy více. Nedávný pokrok v terapii výrazně zlepšil prognózu; nejméně jedna třetina žen přežije s IBC po dobu deseti let nebo déle.

## Příznaky
Příznaky a symptomy jsou velmi proměnlivé. U „okultního“ zánětlivého karcinomu prsu se nemusí dokonce dlouho vyskytovat žádné příznaky. Typický je rychlý nástup symptomů; prsa často vypadají oteklá a červená nebo „zanícená“, někdy se zdánlivě mění přes noc. IBC je často špatně diagnostikována jako mastitida. Ucpání mízních kanálků, charakteristický znak IBC, zhoršuje lymfatickou drenáž a způsobuje edematózní otoky prsu. Hromadění tekutin v lymfatickém systému kůže může způsobit, že kůže prsu získá vzhled podobný pomerančové kůře (tzv. pomerančová kůže). Hmatově zjistitelný nádor není vždy přítoměn, jako by tomu bylo u jiných forem rakoviny prsu.
Příznaky mohou zahrnovat:
- Náhlý otok prsu
- Kožní změny na prsou
- Zarudlá oblast s texturou připomínající kůru pomeranče (pomerančová kůže – „peau d'orange“)
- Vtažení bradavky (zploštělý vzhled) nebo výtok
- Bolest v prsu
- Svědění prsu
- Otok lymfatických uzlin pod paží nebo v krku
- Neobvykle zvýšená povrchová teplota postiženého prsu
- Prso působí těžší nebo pevnější

Další možné příznaky:
- Otok paže
- Zdá se, že velikost prsou se místo zvyšování zmenšuje
- Ačkoli v mnoha případech je přítomna dominantní masa, většina zánětlivých rakovin se projevuje jako difúzní infiltrace prsu bez dobře definovaného nádoru.
- Může být přítomna rychle narůstající bulka

Většina pacientů nezažívá všechny známé příznaky IBC. K diagnostice IBC nemusí být přítomny všechny příznaky.

## Diagnóza
Jedinou spolehlivou metodou diagnostiky je biopsie kůže v plné tloušťce. Mamografie, MRI nebo ultrazvuk často vykazují podezřelé příznaky; ve významné části případů však pro stanovení disagnózy nedostačují.
Klinická prezentace je typická pouze v 50 % až 75 % případů; mnoho dalších stavů, jako je mastitida nebo dokonce srdeční nedostatečnost může projevovat příznaky podobné zánětlivé rakoviny prsu.
Dočasná regrese nebo kolísání symptomů, spontánně nebo v reakci na léky nebo hormonální změny, by neměla být považována za významnou pro diagnózu. Bylo pozorováno, že léčba antibiotiky nebo progesteronem v některých případech způsobuje dočasnou regresi symptomů.

## Epidemiologie
IBC se vyskytuje ve všech věkových skupinách dospělých. Zatímco většina pacientů je mezi 40 a 59 lety, věková predilekce je mnohem méně výrazná než u nezánětlivého karcinomu prsu. Celková míra je 1,3 případu na 100000; černé ženy (1,6) mají nejvyšší míru, Asiatky a ženy původem z Tichomoří nejnižší (0,7).
Většina známých prediktorů rizika rakoviny prsu neplatí pro zánětlivou rakovinu prsu. Je možné, že je mírně negativně závislá na celkové době trvání kojení.
Zda prodělaný zánět přispívá k rozvoji tohoto onemocnění, je stále předmětěm probíhajícího výzkumu.